# Presidente Juscelino (kommun i Brasilien, Maranhão)
Presidente Juscelino är en kommun i Brasilien.   Den ligger i delstaten Maranhão, i den nordöstra delen av landet, 1 500 km norr om huvudstaden Brasília. Antalet invånare är 11 537.
I omgivningarna runt Presidente Juscelino växer huvudsakligen savannskog. Runt Presidente Juscelino är det ganska glesbefolkat, med 30 invånare per kvadratkilometer.